# Tillandsia lautneri
Tillandsia lautneri là một loài thuộc chi Tillandsia. Đây là loài bản địa của México.